# Ngô Tự Lập
Ngô Tự Lập (sinh ngày 4 tháng 6 năm 1962 tại Sơn Tây, Hà Tây, nay là Hà Nội) là một nhà sư phạm, nhà văn, dịch giả và nhà nghiên cứu văn hóa. Ông từng là Viện trưởng Viện Quốc tế Pháp ngữ (Institut Francophone International), đồng sáng lập Nhà xuất bản Tri Thức, cựu giám đốc Quỹ văn hóa Phan Châu Trinh và cựu Tổng biên tập tạp chí Khoa học, Đại học Quốc gia Hà Nội. Ông là người Việt Nam đầu tiên có đề cử sơ khảo tại PEN cho hạng mục "Thơ dịch" năm 2014 với tác phẩm thơ song ngữ Anh–Việt, Những vì sao đen (Black Stars, Martha Collins dịch).
Ngô Tự Lập là một nhà sư phạm hoạt động tích cực trong Cộng đồng Pháp ngữ tại Việt Nam, và là ủy viên Ban thường vụ của Hội hữu nghị và hợp tác Việt Nam – Pháp (VUFO) nhiệm kỳ 2017–22. Đầu năm 2016, ông là phó Viện trưởng của Viện Quốc tế Pháp ngữ (IFI) trực thuộc Đại học Quốc gia Hà Nội, trực tiếp đào tạo các chương trình liên kết giữa Việt Nam và các quốc gia nói tiếng Pháp. Tới cuối năm, ông trở thành Viện trưởng và đưa cơ sở đào tạo này hoạt động độc lập với Đại học Quốc gia Hà Nội. Tới nay, đây là một trong số những cơ sở đào tạo của Việt Nam có các chương trình đào tạo Cử nhân và Thạc sĩ được công nhận tại các quốc gia Pháp ngữ. Năm 2019, ông cùng IFI sáng lập nên Diễn đàn kinh tế Pháp ngữ Franconomics, trở thành hoạt động thường niên quan trọng trong hoạt động khung của Tổ chức Quốc tế Pháp ngữ, Tổ chức Đại học Pháp ngữ và Bộ ngoại giao Việt Nam.
Năm 2019, Ngô Tự Lập được Đại sứ Cộng hòa Pháp tại Việt Nam Nicolas Warnery trao tặng Huân chương Văn học và Nghệ thuật vì "những cống hiến cho sự nghiệp gìn giữ và phát huy giá trị di sản chung của Việt Nam và Pháp, góp phần vào sự phát triển quan hệ hợp tác giữa hai nước."

## Tiểu sử
Ngô Tự Lập sinh năm 1962 tại Sơn Tây, Hà Tây. Sau khi tốt nghiệp Đại học Hàng hải Baku (Liên Xô) vào năm 1986, Ngô Tự Lập làm thuyển trưởng một tàu đổ bộ trước khi chuyển về Tòa án Quân sự Trung ương và theo học Đại học Luật Hà Nội. Ông có thời gian làm biên tập viên tại Nhà xuất bản Quân đội Nhân dân và Nhà xuất bản Hà Nội. Trong thời gian này, ông nhận bằng Thạc sĩ văn chương tại Trường sư phạm Fontenay-St. Cloud (Pháp, 1996) và Tiến sĩ ngôn ngữ và văn học Anh tại Đại học bang Illinois (Hoa Kỳ, 2006).
Từ năm 2006 tới 2012, Ngô Tự Lập là Chủ nhiệm Bộ môn Khoa học – xã hội – nhân văn – kinh tế tại Khoa Quốc tế, Đại học Quốc gia Hà Nội. Sau đó, ông giữ chức Phó Tổng biên tập rồi Tổng biên tập của tạp chí Khoa học cho tới năm 2014. Trước khi phụ trách Viện Quốc tế Pháp ngữ, ông tham gia giảng dạy nhiều bộ môn về văn hóa học tại Đại học Quốc gia Hà Nội như Lý luận và phê bình điện ảnh, Lý luận văn học, Luật, Giao tiếp xã hội – kinh doanh, Hoa Kỳ học, v.v.

## Viện Quốc tế Pháp ngữ

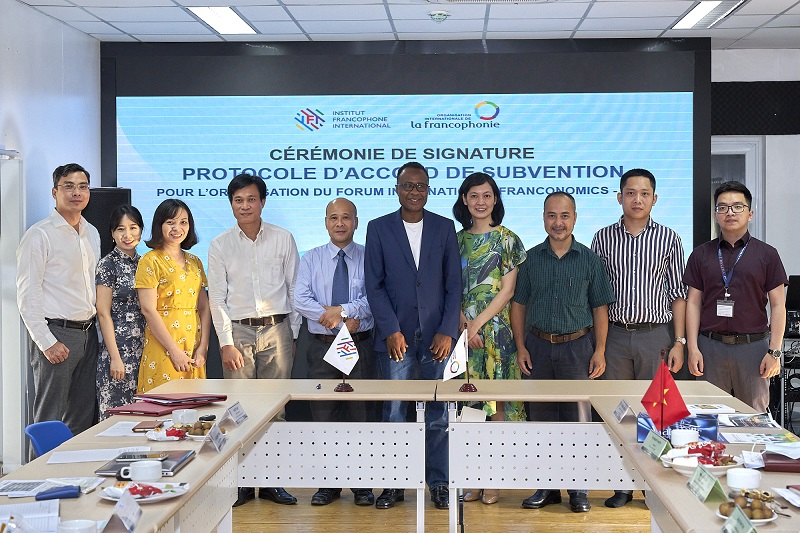
Ngô Tự Lập (đeo cravate) tại lễ ký kết thỏa thuận hợp tác tổ chức chuỗi hội thảo Franconomics giữa IFI, Tổ chức quốc tế Pháp ngữ (OIF) và Bộ ngoại giao Việt Nam, tháng 8 năm 2020

Viện Tin học Pháp ngữ (Institut de la Francophonie pour l'Informatique) được thành lập năm 1993 theo Quyết định số 1549/GD-ĐT của Bộ trưởng Bộ Giáo dục và Đào tạo. Khi đó, trụ sở của IFI được đặt tại Đại học Bách khoa Hà Nội và nhận được sự hỗ trợ tài chính của phía Tổ chức Đại học Pháp ngữ (AUF) với nhiệm vụ là đào tạo Thạc sĩ chuyên ngành Công nghệ – thông tin bằng tiếng Pháp.
Năm 2010, Viện Tin học Pháp ngữ được chuyển giao và trở thành một trong các học viện nghiên cứu & đào tạo trực thuộc Đại học Quốc gia Hà Nội theo Quyết định số 5206/QĐ-BGDĐT của Bộ trưởng Bộ Giáo dục và Đào tạo. Viện có trụ sở chính đặt tại tầng 2, nhà C3 và tầng 3, nhà G6; tầng 6 nhà G7, trong khuôn viên của Đại học Quốc gia Hà Nội.
Tới năm 2012, IFI tiếp nhận thêm Trung tâm Đại học Pháp tại Hà Nội (PUF Hanoï), vốn là thành quả từ Thỏa thuận giữa hai Chính phủ Pháp và Việt Nam nhân chuyến thăm của Tổng thống Pháp Jacques Chirac vào tháng 10 năm 2004. Ngày 18 tháng 11 năm 2014, Viện Tin học Pháp ngữ đổi tên thành Viện Quốc tế Pháp ngữ (Institut Francophone International) theo Quyết định số 4299/QĐ-ĐHQGHN của Giám đốc Đại học Quốc gia Hà Nội nhằm mở rộng phạm vi hoạt động của IFI, định hướng phát triển thành một trung tâm nghiên cứu và đào tạo quốc tế liên ngành chất lượng cao. Năm 2015, PUF Hà Nội được đổi tên thành Trung tâm quản lý Đào tạo và Bồi dưỡng, trực thuộc IFI.
Ngô Tự Lập là một trong những giảng viên đầu tiên của IFI. Trong thời gian làm Chủ nhiệm bộ môn Khoa học – xã hội – nhân văn – kinh tế tại Khoa Quốc tế, Đại học Quốc gia Hà Nội, ông vẫn thường xuyên giảng dạy khoa học tại IFI. Tháng 3 năm 2016, ông trở thành Phó Viện trưởng của IFI, và tới tháng 11 cùng năm, ông được Đại học Quốc gia Hà Nội bổ nhiệm làm Viện trưởng của IFI.
Với sự bảo trợ của AUF, IFI sớm gia nhập mạng lưới các trường đại học Pháp ngữ trên toàn thế giới. Từ năm 2014, trường bắt đầu nhận học sinh quốc tế tới trao đổi tại các chương trình đào tạo Thạc sĩ và sau Thạc sĩ. Kể từ năm học 2016–2017, IFI chính thức mở các khóa chuyên ngành về tin học và quản lý công nghệ cho các du học sinh Pháp ngữ tới theo học các khóa đào tạo từ bậc Cử nhân, với những yêu cầu khắt khe từ phía AUF. Với phương châm "xuất khẩu giáo dục" và "tự chủ tài chính Đại học", Ngô Tự Lập cùng ban giám hiệu IFI trực tiếp gây dựng các chương trình giảng dạy chính quy, giúp sinh viên Việt Nam và quốc tế theo học có thể có được bằng Cử nhân và Thạc sĩ tương tự với các cơ sở đào tạo tiếng Pháp khác trên thế giới.
Các sinh viên của IFI chủ yếu tới từ châu Phi, ngoài ra còn có các sinh viên Trung Quốc, Thái Lan, Malaysia, Singapore, Philippines... Tính tới năm học 2020–2021, IFI đã tốt nghiệp 23 khóa đào tạo Cử nhân và Thạc sĩ, chủ yếu trong các ngành tin học và kỹ thuật. Năm học 2019–2020 ghi nhận IFI có số lượng học viên kỷ lục (120) tới từ 17 quốc gia khác nhau. IFI cũng nhận được các chương trình hợp tác và trao đổi với các trường Đại học Toulon, Đại học La Rochelle và Đại học Claude Bernard Lyon 1. IFI là cơ sở giáo dục duy nhất của Việt Nam trực thuộc mạng lưới đào tạo và liên kết Pháp ngữ quốc tế mang tên ACTIF của AUF.
Năm 2019, Ngô Tự Lập đề xuất thành lập Diễn đàn Kinh tế Pháp ngữ Franconomics lần thứ nhất, nhận được sự hỗ trợ từ Tổ chức Quốc tế Pháp ngữ (OIF), Tổ chức Đại học Pháp ngữ (AUF), Bộ Ngoại giao Việt Nam, Đại sứ quán Pháp tại Việt Nam, và nhiều đơn vị Pháp ngữ tại Việt Nam và thế giới. Mục tiêu chính của Franconomics là tạo nên không gian trao đổi mang tính quốc tế giữa các đơn vị đào tạo, doanh nghiệp, nhà quản lý, nhà hoạch định chính sách trước những xu thế mới của nền kinh tế toàn cầu, từ đó hướng tới những mô hình giảng dạy, tuyển dụng và phát triển vĩ mô phù hợp thông qua công nghệ hiện đại nhất.
Cũng trong năm 2019, Ngô Tự Lập cùng IFI lần đầu tiên tổ chức Liên hoan hát quốc ca sinh viên quốc tế, hợp tác cùng Đài Tiếng nói Việt Nam, Học viện Âm nhạc Quốc gia Việt Nam và một số trường Đại học trong khu vực Đông Nam Á. Đây là chương trình thường niên dành cho các sinh viên quốc tế đang học tập và sinh sống tại Việt Nam. Ngoài ra, IFI cũng là đơn vị tổ chức cuộc thi quốc tế thường niên mang tên "Cuộc thi phim ngắn kỹ thuật số màn ảnh dọc", tạo tiếng vang lớn trong cộng đồng các bạn trẻ đam mê công nghệ và điện ảnh trong thời đại số.
Ngô Tự Lập nghỉ hưu và thôi giữ chức Viện trưởng Viện quốc tế Pháp ngữ vào tháng 12 năm 2022.

## Quan điểm sư phạm
Ngô Tự Lập là một nhà sư phạm giảng dạy nhiều bộ môn khác nhau, từ văn hóa, kinh tế, chính trị, cho tới khoa học, triết học và công nghệ. Thông thạo nhiều ngôn ngữ, ông có cơ hội tiếp xúc và so sánh những phương pháp và mô hình giáo dục từ khắp nơi trên thế giới, từ đó đưa ra những quan điểm cá nhân về cải cách giáo dục ở Việt Nam, đặc biệt là ở bậc đại học.

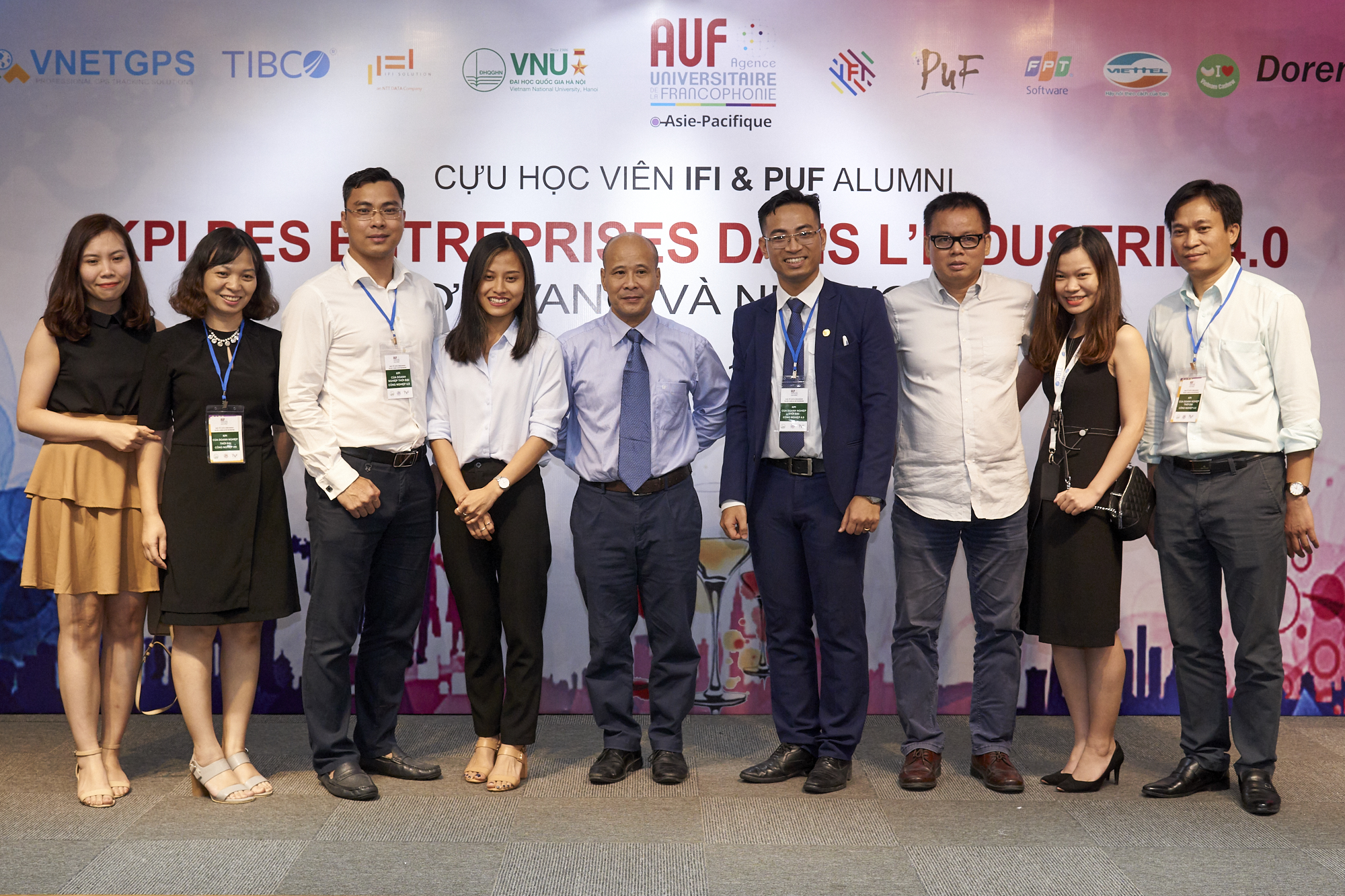
Ngô Tự Lập (giữa) cùng các giảng viên của IFI, tháng 7 năm 2019 tại Hà Nội

Năm 2012, trong thời gian làm quyền Tổng biên tập tạp chí Khoa học của Đại học Quốc gia Hà Nội, Ngô Tự Lập đã chỉ rõ những hạn chế của kỳ thi tuyển sinh đại học đại trà toàn quốc nói riêng, và những hạn chế của mô hình đào tạo nghề thông qua đại học ở Việt Nam. Theo ông, tuyển sinh đại học ở Việt Nam cần "dũng cảm" cải cách, nhằm tránh sự trì trệ và thiếu hụt tài chính như các trường đại học công ích tại châu Âu hiện nay. Từ đó, chỉ có "thương mại hóa giáo dục" và "phổ cập đại học" mới có thể đảm bảo sự sống còn của các trường đại học Việt Nam trong tương lai.
"Cần phải coi các trường đại học vì mục đích kinh doanh là những doanh nghiệp, chịu sự kiểm soát của Nhà nước thông qua pháp luật, trước hết là Luật doanh nghiệp và Luật giáo dục đại học... Nỗ lực học tập của bất kỳ ai cũng chỉ là điều tốt lành cho xã hội. Hơn nữa, học tập bằng tiền của mình, đó là một quyền chính đáng của mọi người dân. Thế nhưng các kỳ thi đại học đã loại bỏ quyền đó của rất nhiều người, cũng tức là kìm hãm sự nâng cao dân trí."— Ngô Tự Lập, trả lời phỏng vấn VietnamNet, 2013

Ngô Tự Lập cũng là một trong những người phản đối việc các trường đại học Việt Nam quá đề cao các bảng xếp hạng quốc tế như là chuẩn mực về chất lượng giảng dạy. Theo ông, giáo dục đại học của Việt Nam trước tiên cần phải giảm "tình trạng thất nghiệp của sinh viên" chứ không phải chạy theo "những quy chuẩn" của thế giới. Mặt khác, việc đào tạo lao động của Việt Nam cần hướng tới những tiêu chí mới mang tính dài hạn, phù hợp với hoàn cảnh kinh tế và nhu cầu hội nhập quốc tế. Cuối cùng, cải cách giáo dục cần phải nhanh nhạy hơn và "đi trước" sự phát triển và nhu cầu của xã hội.
Kể từ khi trở thành Viện trưởng Viện Quốc tế Pháp ngữ vào năm 2016, Ngô Tự Lập tiếp tục tận dụng mạng lưới hoạt động của Tổ chức Đại học Pháp ngữ (AUF) nhằm giúp IFI ngay lập tức thành công trong mô hình "xuất khẩu giáo dục", khi số lượng du học sinh theo học gia tăng đều đặn, đảm bảo cho IFI duy trì hoạt động độc lập và mở rộng quy mô giảng dạy sau từng năm học. "Chi phí chưa chắc đã thấp và chi phí thấp cũng chưa chắc đã là rẻ. Bởi chi phí phải nằm trong mối tương quan với chất lượng. Điều quan trọng nhất là tấm bằng và kiến thức mà người học nhận được phải có giá trị thực sự, phải được quốc tế công nhận."

## Nghiên cứu khoa học

### Triết học
Ngô Tự Lập là nhà sư phạm có thể giảng dạy nhiều lĩnh vực khác nhau và bằng nhiều ngôn ngữ khác nhau, bao gồm tiếng Anh, tiếng Pháp và tiếng Nga. Là thành viên của Liên hiệp các hội khoa học và kỹ thuật Việt Nam (VUSTA), ông có nhiều nghiên cứu về khoa học, kỹ thuật và công nghệ – những lĩnh vực mà ông phụ trách và quản lý tại Đại học Quốc gia Hà Nội, và sau này tại Viện Quốc tế Pháp ngữ. Nhiều nghiên cứu học thuật của ông được công bố và lưu trữ thành tài liệu giảng dạy tại Đại học Quốc gia Hà Nội. Một số khảo cứu được đăng tại các báo Công an Nhân dân, Tiền phong, Thanh niên, Vietnamnet, Tuổi trẻ, Hà Nội Mới, tạp chí Khoa học...
Tuy nhiên, lĩnh vực nghiên cứu chuyên ngành quan trọng nhất của Ngô Tự Lập là ngôn ngữ và triết học. Theo ông, "triết học là môn học hay nhất", tuy nhiên việc giảng dạy triết học ở Việt Nam còn "phiến diện", "máy móc" và "giản lược thái quá". Nhiều công trình của ông được biên tập thành sách như Những đường bay của mê lộ (2003), Minh triết của giới hạn (2005), Hàn thử biểu tâm hồn: tiểu luận và đối thoại (2008), Triết học ngôn ngữ Bakhtin (cùng Ngô Minh Thủy, 2008), Văn chương như là quá trình dụng điển (2008), Gương mặt kẻ khác: các tiểu luận ngắn (2009), Triết học ngôn ngữ Voloshinov và một số vấn đề học thuật hậu huyền thoại Bakhtin (2020)...
"Ngôn ngữ là cái chúng ta sử dụng hàng ngày. Chúng ta không thể tư duy mà không có ngôn ngữ. Chúng ta không thể sống với tư cách con người đúng nghĩa mà lại thiếu ngôn ngữ. Vì thế, triết học ngôn ngữ cũng rất gần gũi. Vấn đề là cách dạy và học ở ta đã tầm thường hoá triết học, biến nó thành một thứ khô khan, giáo điều, chán ngắt."— Ngô Tự Lập, trả lời phỏng vấn báo Lao Động, 2020

### Nhà xuất bản Tri Thức
Năm 2004, trăn trở về văn hóa đọc tại Việt Nam, Ngô Tự Lập đã lên kế hoạch xây dựng Dự án "500 cuốn sách" và Quỹ dịch thuật Phan Châu Trinh. Đề xuất này dẫn tới việc VUSTA cho ra đời Nhà xuất bản Tri Thức vào tháng 9 năm 2005 và tủ sách "Tinh hoa tri thức" dưới sự điều hành của Thứ trưởng Bộ Khoa học và Công nghệ Chu Hảo.
Quỹ văn hóa Phan Châu Trinh, tiền thân từ Quỹ dịch thuật cùng tên, được thành lập vào năm 2006 và chính thức đi vào hoạt động từ năm 2007 với Chủ tịch Hội đồng quản lý là Nguyễn Thị Bình và giám đốc là Ngô Tự Lập nhằm "góp phần phục hưng, du nhập, khởi phát, giữ gìn và lan tỏa những giá trị tinh hoa văn hóa nhằm phục vụ công cuộc canh tân văn hóa Việt Nam trong thế kỷ 21". Từ năm 2010, Quỹ trao tặng những giải thưởng được gọi chung là Giải thưởng văn hóa Phan Châu Trinh, tổ chức hàng năm vào ngày mất của nhà yêu nước này để "tri ân và tôn vinh các học giả trong và ngoài nước". Dự án dừng hoạt động vào đầu năm 2019 vì nhiều lý do và chính thức giải thể theo quyết định 4547/QĐ-UBND của Ủy ban Nhân dân thành phố Hà Nội vào tháng 10 năm 2020.
Kể từ năm 2020, Ngô Tự Lập là Chủ tịch hội đồng khoa học dự án phi lợi nhuận về đào tạo tiếng Nhật (CLEF), do VUSTA phối hợp hoạt động cùng Đài tiếng nói Việt Nam (VOV2).

## Văn hóa

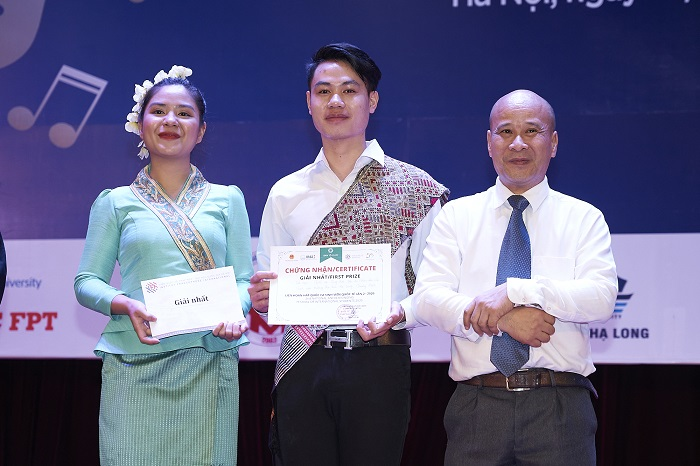
Ngô Tự Lập (phải) trao giải Nhất của Liên hoan hát quốc ca sinh viên quốc tế, Đại học Quốc gia Hà Nội, tháng 10 năm 2020

### Văn học
Ngô Tự Lập xuất bản những tác phẩm văn học đầu tay từ thập niên 1990, bắt đầu với tập truyện ngắn Vĩnh biệt đảo hoang (1991), sau đó là Tháng có 15 ngày (1993), Mùa đại bàng (1995), Mộng du và những truyện khác (1997), Giấc ngủ kỳ lạ của ông Lương Tử Ban (2005), Truyện biển khơi (2017), Mỹ phẩm trí tuệ (2020). Ngoài ra, ông cũng có một vài tập thơ tạo tiếng vang như Tặng người nhóm lửa (cùng Ngô Minh Thủy, 1991) hay Chuyến bay đêm tháng sáu (2000).
Nhiều tác phẩm văn học của ông được phát hành tại nước ngoài, có thể kể tới "Part four. Hauntings: [from] A walk in the garden of heaven. Waiting for a friend" (1995), "The Gift" (1997), L'Univers et Moi (Thế giới và tôi, song ngữ Việt–Pháp, 2001), Vietnam berättar: Eldsommar, juliregn (trích dẫn, 2007), Au rez-de-chaussée du paradis : récits vietnamiens 1991–2003 (trích dẫn, 2007), Phụ nữ thập niên 1960 — Tập I và Tập II (song ngữ Việt–Pháp, 2008; dịch tiếng Anh bởi Martha Collins, 2008), Till: igår. Tolv vietnamesiska poeter (trích dẫn, 2010), Những vì sao đen (dịch tiếng Anh bởi Martha Collins, 2013), Une tempête hors saison (2014).
Ông cũng trực tiếp dịch nhiều tác phẩm văn học nước ngoài sang tiếng Việt, đáng kể nhất là Hoa máu : Những truyện ngắn hay nhất thế giới (nhiều tác giả, 1994), Con bù nhìn (Yuri Kolesnikov, tiếng Nga, 1997), Xứ sở của nước và thạch sùng (Jean-Michel Maulpoix, tiếng Pháp, 1999), Chiếc bát mang hình thế giới (Werner Lambersy, tiếng Pháp, 2001) và Chủ nghĩa Marx và triết học ngôn ngữ (V.N. Voloshinov, tiếng Nga, 2015).

### Ban nhạc M6
Ngoài vai trò giảng viên, quản lý sư phạm, nhà nghiên cứu triết học và dịch giả, Ngô Tự Lập còn là trưởng nhóm của ban nhạc M6 (thành lập tháng 9 năm 2006, gồm các thành viên Giáng Son, Nguyễn Vĩnh Tiến, Ngô Hồng Quang, Nguyễn Thắng, Trần Đức Minh và Lê Tâm), từng trình diễn và thu hút tương đối khán giả. Cùng Nhóm M6, họ đã phát hành album trực tiếp Hà Nội Ciao Jerusalem! (2011) và ba album phòng thu Hà Nội M6 phố (2010), Những đường bay (2012), Đêm nhiệt đới (2016). Ông sáng tác một số ca khúc như "Giọt nước trong ngần", "Chim ngói bay về", "Hà Nội hip hop", "Nhà xưa", "Đường dương cầm", "Những vì sao đen"... Họ từng tổ chức liveshow kỷ niệm 10 năm hoạt động mang tên Đêm nhiệt đới vào tháng 9 năm 2016 tại Hà Nội.
Tháng 12 năm 2022, Ngô Tự Lập tổ chức đêm nhạc cá nhân Khi thế giới có tên mới tại Hà Nội trước gần 400 khán giả, với sự tham gia của các nghệ sĩ Đinh Mạnh Ninh, Đỗ Tố Hoa, Nguyễn Tuấn Ngọc, Đỗ Minh Đức, Trần Đức Minh, cùng ban nhạc Sông Ngân.

## Giải thưởng
Ông nhận nhiều giải thưởng: giải "Tác phẩm tuổi xanh" của báo Tiền phong (1991), giải "Hoa Phượng Đỏ" của Hội Văn học – Nghệ thuật Hải Phòng (1992), giải sáng tác về "Biển và Hải Quân" của Bộ tư lệnh Hải quân (1990), giải thưởng sáng tác văn học của Nhà xuất bản Hà Nội (1993), giải thưởng "Truyện ngắn hay" của báo Người lao động (2003), giải thưởng cuộc thi tiểu luận "Về trí thức và phát triển" của tạp chí Khoa học và Tổ quốc (2003), giải "Bông Hồng Vàng" về truyện ngắn của Hội Tấm lòng vàng (1994), tặng thưởng về dịch thuật văn học của tạp chí Văn nghệ Quân đội (1990).
Tập thơ song ngữ Anh–Việt của ông do Martha Collins dịch, Những vì sao đen (Black Stars, Milkweed, 2013), từng lọt vào vòng sơ khảo PEN 2014 cho hạng mục "Thơ dịch". Ngày 23 tháng 10 năm 2019 tại Viện Pháp tại Hà Nội (L'Espace), Ngô Tự Lập được Đại sứ Cộng hòa Pháp tại Việt Nam Nicolas Warnery trao tặng Huân chương Hiệp sĩ Văn học và Nghệ thuật của Pháp vì "những cống hiến cho sự nghiệp gìn giữ và phát huy giá trị di sản chung của Việt Nam và Pháp, góp phần vào sự phát triển quan hệ hợp tác giữa hai nước".